# Hazem Haj Hassen
Hazem Haj Hassen (arabe : حازم الحاج حسن), né le 15 février 1996 à Sousse, est un joueur tunisien qui évolue au poste d'avant-centre à Al Yarmouk SC.

## Palmarès
Étoile du Sahel
- Coupe arabe des clubs champions (1) :
  - Vainqueur : 2019

 CS Sfax
- Coupe de Tunisie (1) :
  - Vainqueur : 2022